# Бекедорф
Бекедорф (њем. Beckedorf) општина је у њемачкој савезној држави Доња Саксонија. Једно је од 38 општинских средишта округа Шаумбург. Према процјени из 2010. у општини је живјело 1.562 становника. Посједује регионалну шифру (AGS) 3257007.

## Географски и демографски подаци
Бекедорф се налази у савезној држави Доња Саксонија у округу Шаумбург. Општина се налази на надморској висини од 60 метара. Површина општине износи 9,8 km². У самом мјесту је, према процјени из 2010. године, живјело 1.562 становника. Просјечна густина становништва износи 159 становника/km².